# Clifton (historieta)
Clifton es una serie franco-belga de cómic de espías, en clave humorística, que narra las proezas del Coronel Sir Harold Wilbeforce. Fue creada por Raymond Macherot en 1959, y desde entonces ha ido pasando por diversos guionistas y dibujantes. Durante los cincuenta años de su publicación, se han editado veintiún álbumes y otras tantas historias cortas, que totalizan alrededor de 800 páginas.

## Trayectoria editorial

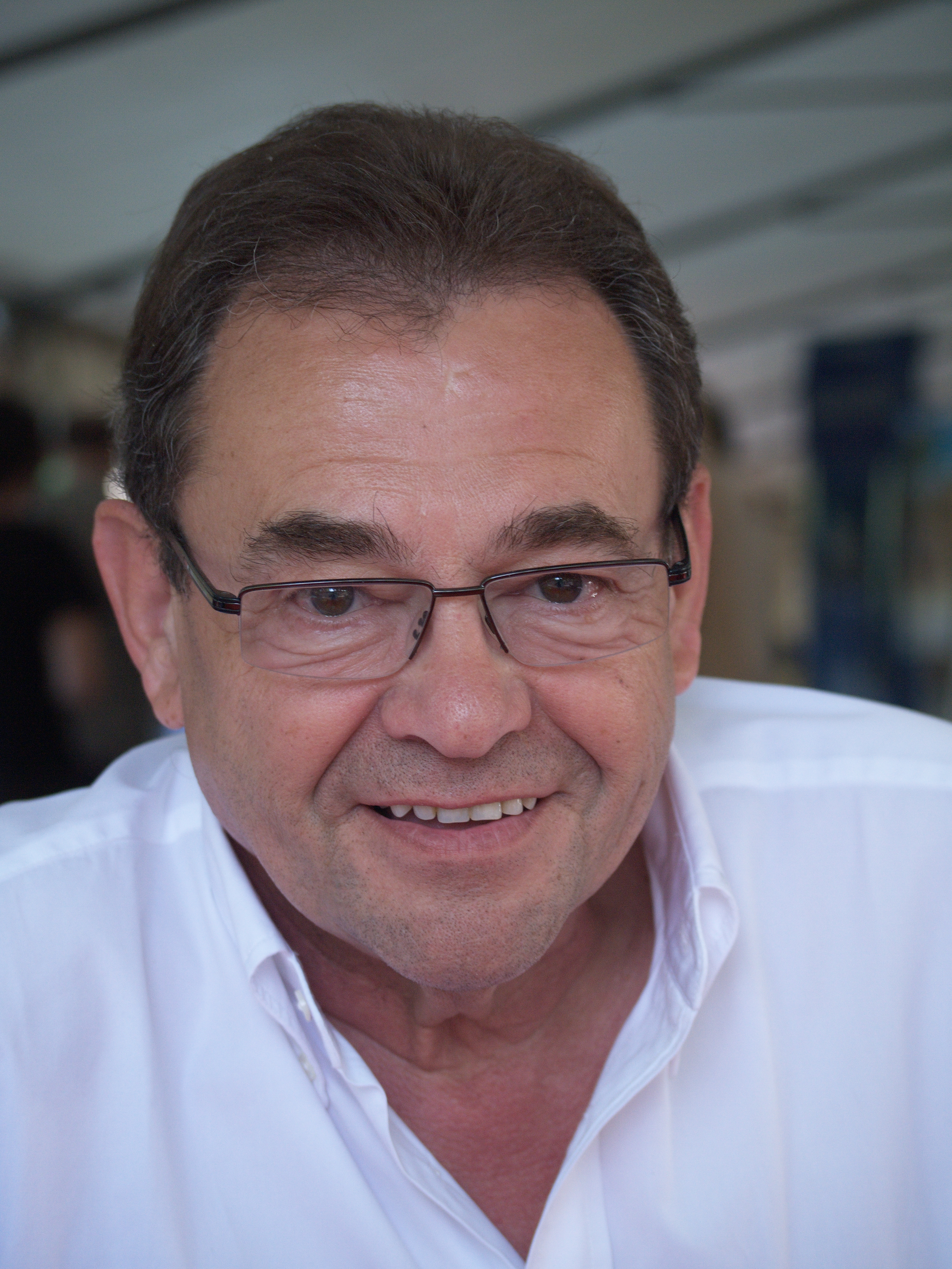
Bob de Groot, el dibujante de Léonard, en sesión de autógrafos en la edición 2010 de la Comédie du Livre de Montpellier.

La primera historia se publicó en la revista Tintín el 16 de diciembre de 1959 (número 50 de ese año). En sus estudios preliminares, Macherot había usado el nombre de Coronel Horatio Amaory Crickett, pero justo antes de publicar la primera historia, decidió cambiarlo a Coronel Clifton. No se hizo mención de su nombre de pila, Harold Wilberforce, hasta la segunda historia. Después de las 3 historias publicadas entre 1959-1960, Macherot abandonó la revista Tintín para marcharse a su competidora, la revista Spirou, con lo que la serie de Clifton se guardó en el armario durante 6 años.
En 1969 Jo-El Azara y Greg retomaron Clifton con la historieta Les lutins diaboliques.
En 1975, con la historieta Le mystère de la voix qui court, el dúo De Groot/Turk comenzó una colaboración duradera en la serie.
En 1983 se produjo otro cambio cuando Bédu sustituyó a Turk como dibujante, trabajando hasta los años 90 con De Groot. En 1991 Bédu se hizo cargo también del guion en Mortelle Saison, la última historieta serializada en Hello Bédé, y continuó trabajando en solitario en las siguientes dos historias, publicadas ya directamente en álbum.
En 2003, Michel Rodrigue y Bob de Groot retomaron la serie.

## Títulos
| Título                          | Guionista           | Dibujante        | Publicación original               | Publicación en español                                 |
| Serie original                  | Serie original      | Serie original   | Serie original                     | Serie original                                         |
| ------------------------------- | ------------------- | ---------------- | ---------------------------------- | ------------------------------------------------------ |
| Les Enquêtes du colonel Clifton | Raymond Macherot    | Raymond Macherot | Tintín (belga) 50/59-12/60         | Las andanzas del Coronel Clifton (Jaimes libros, 1969) |
| Clifton à New York              | Raymond Macherot    | Raymond Macherot | Tintín (belga) 13-31/60            |                                                        |
| Clifton et les Espions          | Raymond Macherot    | Raymond Macherot | Tintín 49/60-11/61                 | Clifton y los espías (Jaimes libros, 1970)             |
| Continuación                    |                     |                  |                                    |                                                        |
| Les lutins diaboliques          | Greg                | Jo-El Azara      | Tintín (belga) 7/69-21/69          | Clifton y los duendes (Jaimes libros, 1970)            |
| Le mystère de la voix qui court | Greg, Bob de Groot  | Turk             | Tintín (belga) 48/70-1/71          |                                                        |
| Le Voleur qui rit               | Greg, Bob de Groot  | Turk             | Tintín (belga) 40/72-48/72         |                                                        |
| Alias lord X                    | Greg, Bob de Groot  | Turk             | Tintín (belga)2/74-11/74           |                                                        |
| Sir Jason                       | Bob de Groot        | Turk             | Tintín (belga) 30/75-37/75         |                                                        |
| Ce cher Wilkinson               | Bob de Groot        | Turk             | Tintín (belga) 48/76-13/77         |                                                        |
| 7 jours pour mourir             | Bob de Groot        | Turk             | Tintín (belga) 28/78-44/78         |                                                        |
| Atout... cœur !                 | Bob de Groot        | Turk             | Tintín (belga) 48/79-8/80          |                                                        |
| Une panthère pour le colonel    | Bob de Groot        | Turk             | Tintín (belga) 31/80-45/80         |                                                        |
| Week-end à tuer                 | Breton Bob de Groot | Turk             | Tintín (francés) 369-382 (1982)    |                                                        |
| Kidnapping                      | Breton Bob de Groot | Turk             | Tintín (francés) 369-382 (1982)    |                                                        |
| Passé composé                   | Bob de Groot        | Bédu             | Tintín (francés) 483-490 (1984)    |                                                        |
| La Mémoire brisée               | Bob de Groot        | Bédu             | Tintín (francés) 547-557 (1986)    |                                                        |
| Dernière Séance                 | Bob de Groot        | Bédu             | Tintín(francés) 636-647 (1987)     |                                                        |
| Matoutou-Falaise                | Bob de Groot        | Bédu             |                                    |                                                        |
| Le Clan Mac Gregor              | Bédu                | Bédu             | Hello Bédé 92 (26/91)- 101 (35/91  |                                                        |
| Mortelle Saison                 | Bédu                | Bédu             | Hello Bédé 168 (49/92)- 178 (7/93) |                                                        |
| Le Baiser du cobra              | Bédu                | Bédu             | 1995, Lombard                      |                                                        |
| Jade                            | Bob de Groot        | Michel Rodrigue  | 2003, Lombard                      |                                                        |
| Lune Noire                      | Bob de Groot        | Michel Rodrigue  | 2004, Lombard                      |                                                        |
| Élémentaire, mon cher Clifton ! | Bob de Groot        | Michel Rodrigue  | 2006, Lombard                      |                                                        |
| Balade irlandaise               | Michel Rodrigue     | Michel Rodrigue  | 2008, Lombard                      |                                                        |

## Personajes
Harold Wilberforce Clifton
Héroe de la serie, es un viejo coronel del MI-5, actualmente retirado. Sus mayores hobbies son el coleccionismo de vitolas, explorar, cuidar a sus gatos y las encuestas. Bajo la pluma del dúo De Groot-Turk parece un cruce de dos de sus personajes más famosos, Leonardo y el sheriff Fritz Alwill. Como el primero, es vivo e inteligente, y como el segundo se opone a la benevolencia, frecuentemente invasiva, de Señorita Partridge, su maniática asistenta. Inglaterra obliga, en algunas aventuras lleva una vestimenta idéntica a Sherlock Holmes y como él, siempre tiene éxito en su propósito aunque roce a menudo la muerte. Su paraguas esconde un arma.
Miss Partridge
Asistenta del coronel Clifton. Los aficionados de Robin Dubois y de Leonardo reconocerán en ella una mezcla de Cunégonde y de Mathurine. No puede concebir dejar la casa si hay tareas por hacer, aunque unos mangantes vayan a venir a ajustar cuentas con Clifton. Benévola y maternal, llama al orden al coronel cuando éste sale sin su chaqueta o su bufanda a enfrentarse con delincuentes, por miedo a que coja un resfríado, ya que sabe que el coronel se impondrá siempre sobre los criminales, pero no siempre sobre el resfríado.  
John Haig
Comisario de Scotland Yard, que recuerda en cierto sentido a Basile, el discípulo de Leonardo. 
Teniente Strawberry
Agente de policía al que le gusta hacer rabiar a Clifton y ponerle multas.